# Arms (videogioco)
Arms (アームズ?, Āmuzu, spesso stilizzato in ARMS) è un videogioco picchiaduro sviluppato da Nintendo EPD e distribuito da Nintendo il 16 giugno 2017 in esclusiva su Nintendo Switch. Le peculiarità che differenziano Arms dagli altri picchiaduro sono i personaggi e il punto di vista: i personaggi difatti hanno delle "molle" al posto delle braccia, che permette loro di sferrare pugni da diverse distanze e il gioco si svolge da una prospettiva in terza persona. 
Arms è stato accolto positivamente dalla critica, arrivando a vendere due milioni di copie a luglio 2018. Min Min, una delle protagoniste di Arms, è stata aggiunta come personaggio giocabile in Super Smash Bros. Ultimate il 30 giugno 2020.

## Modalità di gioco
Arms è un videogioco picchiaduro 3D in cui fino a quattro giocatori si sfidano in un ring. Grazie alle braccia estensibili, il giocatore può tirare pugni, bloccare colpi o schivare. Ogni personaggio possiede inizialmente tre diverse "ARMA" che possono essere selezionate in battaglia, le "ARMA" degli altri personaggi possono essere sbloccate nella modalità "Palio delle armi". Quando la barra dell'attacco è completamente riempita, il giocatore può performare un attacco "Combo" che reca molti danni all'avversario. È possibile anche caricare le normali mossi, per aumentare temporaneamente la potenza e utilizzare effetti a proprio vantaggio. Ogni personaggio ha abilità e "ARMA" uniche. I giocatori possono sfruttare il motion control dei Joy-Con per giocare o anche solo i pulsanti per muovere ogni braccio individualmente. In un'unica partita possono sfidarsi fino a quattro giocatori o in un tutti contro tutti o due squadre da due.
Il videogioco possiede diverse modalità differente, come: Versus, Gran Torneo e diversi minigiochi. In Gran Torneo, i giocatori affrontano 10 sfide contro avversari controllati dal computer. Tra i minigiochi ci sono anche modalità ispirate a pallavolo e pallacanestro, tiro al bersaglio e molto altro. I giocatori possono anche sfidarsi online fino a un massimo di 20.

## Personaggi

Tutti i personaggi di Arms

Arms ha un totale di 15 personaggi utilizzabili, con cinque di essi distribuiti come contenuto scaricabile.

### Personaggi giocabili
Spring Man (スプリングマン?, Supuringu Man)
Doppiato da: Peter von Gomm
Un ragazzo di 20 anni che ama mangiare la pizza e che partecipa al torneo ARMS nonostante non sembri prendere lo sport molto seriamente. Grazie alla sua personalità è molto popolare fra i bambini. Le sue braccia sono delle molle.
Ribbon Girl (	リボンガール?, Ribon Gāru)
Doppiata da: Momoka Kawasaki
Una ragazza di 17 anni con dei nastri al posto delle braccia. È molto abile nel combattimento, può saltare 4 volte a differenza degli altri personaggi e ama cantare e farsi apprezzare dai suoi fan.
Ninjara (ニンジャラ?)
Doppiato da: Kenji Takahashi
Un ninja di 21 anni con delle catene al posto delle braccia. È molto serio ed è un esperto nelle arti ninja. Ama leggere e ha l'abilità di nascondersi in battaglia che usa non solo per colpire l'avversario cogliendolo di sorpresa, ma anche per schivare gli attacchi.
Mechanica (メカニッカ?, Mekanikka)
Doppiata da: Ayumi Fujimura
Una ragazzina di 15 anni. Veste un'enorme armatura robotica dalle braccia a molla che lascia scoperta solo la sua testa. È una grande fan di ARMS ed in particolar modo rimane attratta dalle abilità di Ribbon Girl.
Master Mummy (マスターマミー?, Masutā Mamī)
Doppiato da: Kouji Takeda
Una mummia enorme di 79 anni dal passato misterioso. Il suo obiettivo, difatti, è ritrovare la sua famiglia perduta da molto tempo. È molto lento, ma in compenso è molto resistente e può ricaricare la sua vita mentre para. È il personaggio più vecchio di ARMS e le sue braccia sono delle garze.
Min Min (ミェンミェン?, Myen Myen)
Doppiata da: Haruna Takatsu
Una ragazza simil-cinese di 18 anni che lavora al Mintendo Ramen House, ristorante di proprietà di sua madre. deve andare al torneo per avere soldi necessari e salvare Mechanica. Oltre alle braccia usa i calci per attaccare e il suo braccio destro, quando caricato, si trasforma in un drago che spara un raggio laser. Le sue braccia sono del ramen. Adora rivelare il suo peso.
	Helix (DNAマン?, Dīenuē Man)
L'uomo del mistero. È una gelatina verde, creato da esperimenti dei Laboratori ARMS 23 anni prima del torneo. Tutto il suo corpo è allungabile e deformabile e possiede una personalità bizzarra e infantile. Le sue braccia sono la doppia elica del DNA.
Twintelle (ツインテーラ?, Tsuintēra)
Doppiata da: Adeyto
Un'attrice di 26 anni che combatte usando i propri capelli raccolti in due trecce bianche. Lavora in affiliazione con la Twintelle Productions ed è molto raffinata. Adora i profumi di lusso e il fitness.
Kid Cobra (キッドコブラ?, Kiddo Kobura)
Doppiato da: Ryota Takeuchi
Un livestreamer di 19 anni che ama andare sullo snakeboard e che partecipa al torneo per far aumentare le visualizzazioni dei suoi video. Le sue braccia a molla ricordano la forma dei serpenti.
Byte & Barq (バイト＆バーク?, Baito & Bāku)
Una coppia di robot poliziotti da spiaggia. La loro peculiarità è combattere insieme: Byte viene controllato dal giocatore mentre i movimenti di Barq, il suo cane, sono casuali. I due robot fra di loro sono molto legati. Le loro braccia sono delle molle. Quando viene usata la loro Ultimate, Barq diventa la testa di Byte.
Max Brass (マックスブラス?, Makkusu Burasu)
Doppiato da: Dominic Allen
Il capo della lega ARMS e l'organizzatore del torneo. È talmente forte e muscoloso che gode nel mostrare i suoi muscoli al pubblico durante i combattimenti. Le sue braccia sono delle cinture.Ha avuto una relazione con Dr. Coyle. Indossa un copricapo dorato a forma di pugno ed indossa la cintura che ha vinto nelle passate edizioni di ARMS. Difatti è uno dei più forti campioni del torneo.
Lola Pop (ローラポップ?, Rōra Poppu)
Doppiata da: Soness Stevens
Una clown di 23 anni con delle caramelle allungabili al posto delle braccia che può gonfiare il suo corpo come un palloncino per difendersi. Dopo una brillante carriera di artista di strada, ha deciso di iscriversi al torneo per avere i soldi necessari per aprire un circo tutto suo. Ciò che le piace di più è ricevere gli applausi e mangiare le caramelle.
Misango (ミサンゴ?)
Doppiato da: Toru Sakurai
Un uomo di 33 anni che si dedica alla sua patria : i Misanga. Il suo obbiettivo è quello di sconfiggere tutti e dimostrare che la tecnica di combattimento di Misangan sia superiore a quella di tutti gli altri. Le sue braccia sono fatte di un tessuto che sembra il miçanga e durante le battaglie si fa aiutare da un'entità spirituale con cui incanala la sua energia.
Springtron (スプリングトロン?, Supuringutoron)
Doppiato da: Peter von Gomm
Un robot, creato nei Laboratori ARMS a immagine e somiglianza di Spring Man; con l'unica differenza che Springtron è cattivo. Springtron usa le stesse armi e le stesse citazioni di Spring Man.Il suo obbiettivo è quello di migliorare l'immagine dei Laboratori ARMS. È stato costruito con tutti gli ultimi progressi della tecnologia di combattimento. Le sue braccia sono delle molle.
Dr. Coyle (ドクターコイル?, Dokutā Koiru)
Doppiato da: Donna Burke
Una scienziata di 48 anni, direttrice dei Laboratori ARMS. Dr. Coyle ha ben 52 dottorati ed è stata lei a creare Springtron, Helix e Hedlok che considera il suo miglior lavoro. Oltre a questo, è stata lei a riportare in vita Master Mummy. Dr. Coyle è sempre stata affascinata da ARMS ed ha fatto esperimenti sul suo corpo per riuscire ad avere l'abilità ARMS.Odia Max Brass.Può essere combattuta nella modalità Gran Torneo di livello 6 o 7 se si sta usando un altro combattente. Le sue braccia sono di rame e bobine

### Personaggi non giocabili
Hedlok (ヘッドロック?, Heddorokku)
Il vero boss finale del gioco. Lo si può affrontare dopo la battaglia contro Max Brass, ma a condizione che il giocatore stia giocando ad un livello di difficoltà superiore. Non si conosce precisamente chi sia. Proviene dai Laboratori ARMS. È un mostro robotico a forma di testa con quattro braccia a molla ed è molto difficile da battere. È possibile sfidarlo anche al termine della modalità "Sfida contro 100".

## Sviluppo
Il videogioco venne sviluppato da Nintendo Entertainment Planning & Development con aiuto da parte di Bandai Namco Studios. L'idea iniziale del videogioco fu quella di provare a vedere se una prospettiva in terza persona potesse funzionare per un picchiaduro. Vennero quindi aggiunte delle braccia estensibili, per far sì che il concetto funzionasse. Yabuki sostenne che Mario Kart fu la maggior ispirazione per la modalità di gioco di Arms, dicendo che "(In Mario Kart) qualcosa appare (all'improvviso) in lontananza e tu sterzi in base a quello".
Inizialmente era stata considerata l'idea di usare personaggi Nintendo come Mario o Link. Tuttavia, visto lo stile del gioco e le armi estendibili, è stato deciso di creare un nuovo cast di personaggi originali. Un'altra idea era quella di aggiungere personaggi di Punch-Out!!, ma il team era preoccupato di deludere i fan di quella serie e confondere i nuovi giocatori.
I design dei personaggi sono stati sviluppati dopo aver deciso il braccio; per esempio, per il personaggio di Helix, era stato subito proposta l'idea di un personaggio che avrebbe avuto filamenti di DNA come braccia estensibili, ma il resto del design no. Molti personaggi sono stati ideati per soddisfare l'esigenze del gameplay, tranne alcune eccezioni. Inizialmente il team voleva che le braccia fossero dispositivi esterni da indossare, tuttavia l'idea è stata successivamente abbandonata in favore di vere braccia estensibili. Il direttore artistico, Masaaki Ishikawa, disse che le maggiori ispirazioni per lo stile del gioco e i design dei personaggi furono Dragon Ball e Akira. Yabuki disse che considera tutti i personaggi del videogioco "protagonisti".

### Distribuzione
Arms è stato annunciato durante il Nintendo Direct dedicato alla Nintendo Switch del 12 gennaio 2017 ed è stato distribuito globalmente il 16 giugno 2017. Prima della pubblicazione è stata pubblicata una demo multigiocatore chiamata "Arms Global Test Puch", scaricabile dal Nintendo eShop, dove i giocatori potevano testare la modalità di gioco online in 12 sessioni separate fra loro da un'ora l'una.
Diversi aggiornamenti al gioco con nuovi personaggi, scenari e "ARMA" sono stati distribuiti dopo la pubblicazione, simile alla metodologia già usata per Splatoon e la demo è stata resa disponibile di nuovo diverse volte. L'aggiunta di nuovi contenuti è terminata nel dicembre 2017, dopo che Nintendo ha annunciato che il gioco avrebbe avuto solo aggiornamenti per bilanciare il gameplay d'ora in poi.
Nel maggio 2018 è stata distribuita per un tempo limitato una nuova demo che conteneva la modalità a giocatore singolo e il multigiocatore locale con una selezione limitata di personaggi.

## Accoglienza

### Prima della pubblicazione
Il videogioco è stato fin da subito paragonato al minigioco "Pugilato" di Wii Sports. Jack Sheperd di The Independent, dopo avere provato Arms a un evento, lo ha definito uno dei videogiochi "più impressionanti" mostrati. Edge ha paragonato Arms con altri titoli Nintendo e ha detto che "Arms è per il genere picchiaduro quello che Splatoon è per lo sparatutto o Mario Kart per i simulatori di guida".

### Dopo la distribuzione
| Testata                             | Giudizio |
| ----------------------------------- | -------- |
| Metacritic (media al 6 aprile 2025) | 77/100   |
| Destructoid                         | 7/10     |
| Edge                                | 9/10     |
| Electronic Gaming Monthly           | 4/5      |
| Famitsū                             | 33/40    |
| Game Informer                       | 8,25/10  |
| GameSpot                            | 7/10     |
| GamesRadar+                         | 4,5/5    |
| Hardcore Gamer                      | 4,5/5    |
| IGN                                 | 7/10     |
| Nintendo Life                       | 9/10     |
| Nintendo World Report               | 8/10     |
| Polygon                             | 8/10     |

Arms ha ricevuto critiche "generalmente favorevoli" su Metacritic. Brandon Graeber di IGN ha apprezzato la complessità del videogioco e la sua natura additiva, ma ha sottolineato i pochi contenuti disponibili al lancio. Michael McWhertor di Polygon ha elogiato l'originale idea del gioco, che definisce "creativa". A McWhertor Arms ha ricordato molto la serie Punch-Out!! e ha pensato che potrebbe diventare il prossimo grande franchise di Nintendo. Kallie Plagge di GameSpot ha lodato i personaggi utilizzabili, ma ha criticato la curva di apprendimento del gioco.
Diverse pubblicazioni lo hanno considerato uno dei migliori videogiochi del 2017. Nel "Reader's Choice Best of 2017 Awards" di Game Informer, Arms è arrivato 3° nella categoria "Miglior videogioco picchiaduro". È stato nominato nella stessa categoria ai "Best of 2017 Awards" di IGN. Il gioco è diventato popolare, anche se di meno rispetto altri dello stesso genere, negli Esport.

### Vendite
Nella settimana di lancio, Arms è arrivato 2° per vendite, dietro solo a Horizon Zero Dawn, nel Regno Unito e in Australia. Nella prima settimana ha venduto 100.652 copie fisiche in Giappone, arrivando 1°. Al 30 settembre 2018, il videogioco ha venduto 2,1 milioni di copie in tutto il mondo. Il CESA Games White Papers del 2023 ha rivelato che Arms ha venduto 2,72 milioni di copie al 31 dicembre 2022.

### Riconoscimenti
| Anno | Premio                      | Categoria                 | Risultato | Note          |
| ---- | --------------------------- | ------------------------- | --------- | ------------- |
| 2017 | Game Critics Awards         | Miglior gioco picchiaduro | Candidato | [ 51 ]        |
| 2017 | Golden Joystick Awards      | Gioco dell'anno Nintendo  | Candidato | [ 52 ] [ 53 ] |
| 2017 | The Game Awards 2017        | Miglior gioco picchiaduro | Candidato | [ 54 ]        |
| 2018 | 21st Annual D.I.C.E. Awards | Picchiaduro dell'anno     | Candidato | [ 55 ]        |

## Eredità
Un romanzo a fumetti della Dark Horse Comics basato sul videogioco era in sviluppo, finché non è stato cancellato nel marzo 2021.
Il personaggio di Spring Man è stato aggiunto, come "Trofeo d'Assistenza", in Super Smash Bros. Ultimate, insieme a molti altri personaggi come "spiriti". Nel 2020 è stata annunciato un contenuto scaricabile, contenente il personaggio di Min Min, uno scenario basato sul videogioco e 18 brani della colonna sonora, distribuito il 29 giugno 2020. Min Min ha ricevuto anche un Amiibo distribuito il 29 aprile 2022.